# Louis Ségura
Louis Ségura (Sidi Bel Abbes, 23 de julho de 1889 — por volta do segundo semestre de 1963) foi um ginasta francês que competiu em provas de ginástica artística.
Ségura é o detentor de duas medalha olímpicas, conquistadas em duas distintas edições. Na primeira, os Jogos Olímpicos de Londres, em 1908, competiu na prova do individual geral e saiu-se medalhista de bronze, após ser superado pelo italiano Alberto Braglia, vencedor do evento, e pelo britânico Walter Tysall. Quatro anos mais tarde, nas Olimpíadas de Estocolmo, novamente disputou o evento do concurso geral, do qual saiu-se vice-campeão, superado novamente por Braglia.